# Installationsteknik
Installationsteknik (alternativt: installeringsteknik) är en term som syftar till läran om installationer som finns inom en byggnad. Dessa är VVS, el, styr- och reglerteknik.  
Installationsteknikens användning är oftast inriktad på att skapa effektiv energianvändning och god komfort genom ett bra inneklimat i funktionella byggnader, samtidigt som påverkan på den yttre miljön blir så liten som möjligt. Den kan dessutom gälla kommunikation eller skydd och säkerhet mot t.ex. brand eller inbrott.